# Семя

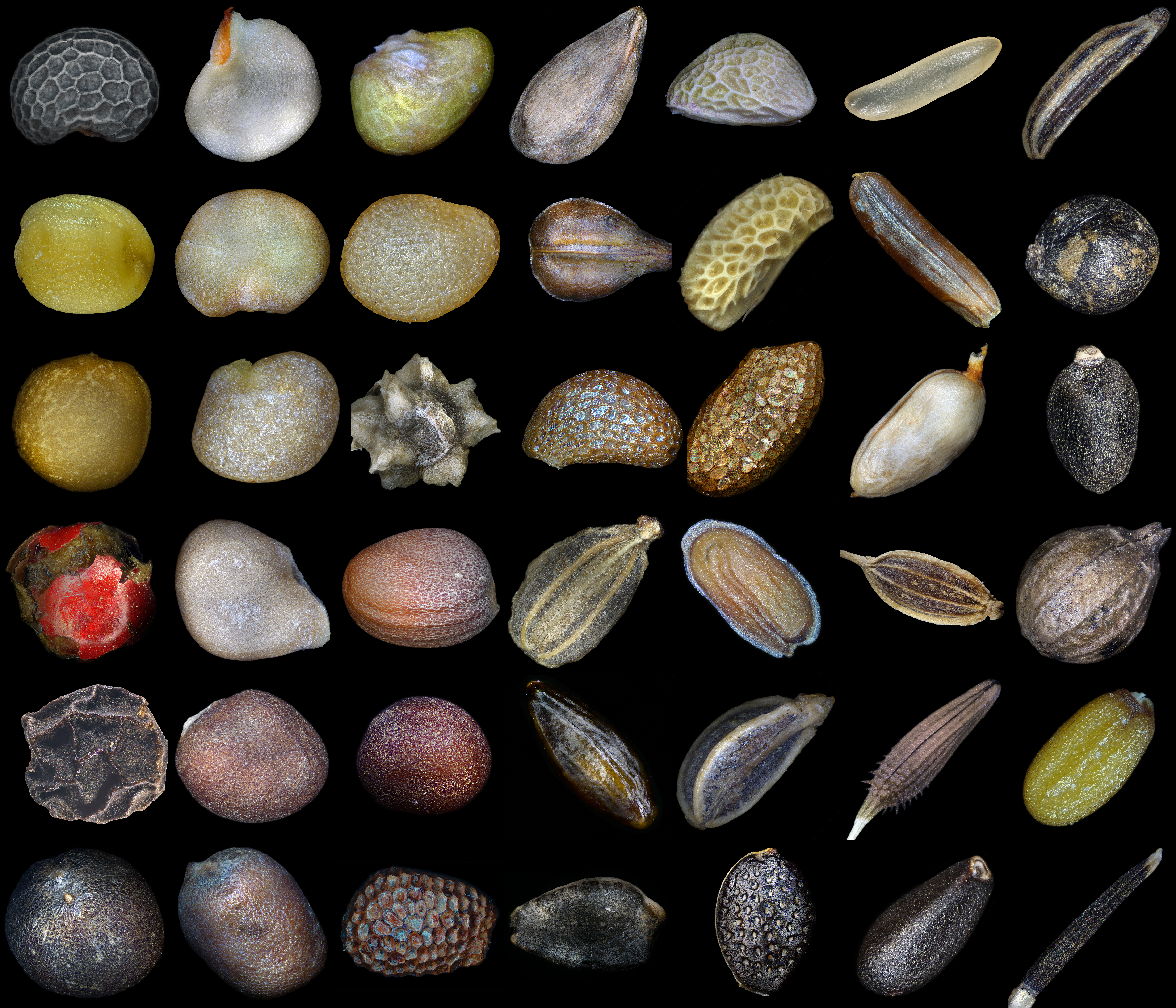
Микроизображения семян различных растений. Коллаж. Масштаб для каждого отдельного семени разнообразен. Единый масштаб не соблюден. Первый ряд: Мак, Красный перец, Клубника, Яблоня, Ежевика, Рис, Тмин. Второй ряд: Горчица, Баклажан, Физалис, Виноград, Малина, Красный рис, Пачули. Третий ряд: Инжир, Дереза обыкновенная, Свекла, Голубика, Золотой киви, Шиповник, Базилик. Четвёртый ряд: Розовый перец, Томат, Редька, Морковь, Маттиола, Укроп, Кориандр. Пятый ряд: Чёрный перец, Капуста белокочанная, Пекинская капуста, Облепиха, Петрушка, Одуванчик, Пастушья сумка. Шестой ряд: Цветная капуста, Редис, Киви, Гренадилла, Маракуйя, Мелисса, Бархатцы прямостоячие.

Се́мя — особая многоклеточная структура сложного строения, служащая для размножения и расселения семенных растений, обычно развивающаяся после оплодотворения из семязачатка (видоизменённый женский спорангий) и содержащая зародыш.

## Определение термина «семя» в ботанике
Хотя семя нередко описывают (в том числе и в авторитетных источниках) как «орган семенного размножения растений» (реже — «орган полового размножения растений»), семя не является органом в обычном значении этого термина, так как в нём объединены структуры двух (у голосеменных — трёх) разных поколений жизненного цикла. Органы полового размножения (половые органы, гаметангии) у голосеменных растений представлены архегониями, а у цветковых редуцированы. Более оправданно определение семени как «зачаточного растения» (его дают многие школьные учебники ботаники); это определение подчеркивает, что из семени разовьётся новое поколение (спорофит) растения. При этом остальные части семени, кроме зародыша, можно считать добавочными структурами (органами), которые обеспечивают развитие зародыша.

## Разнообразие семян

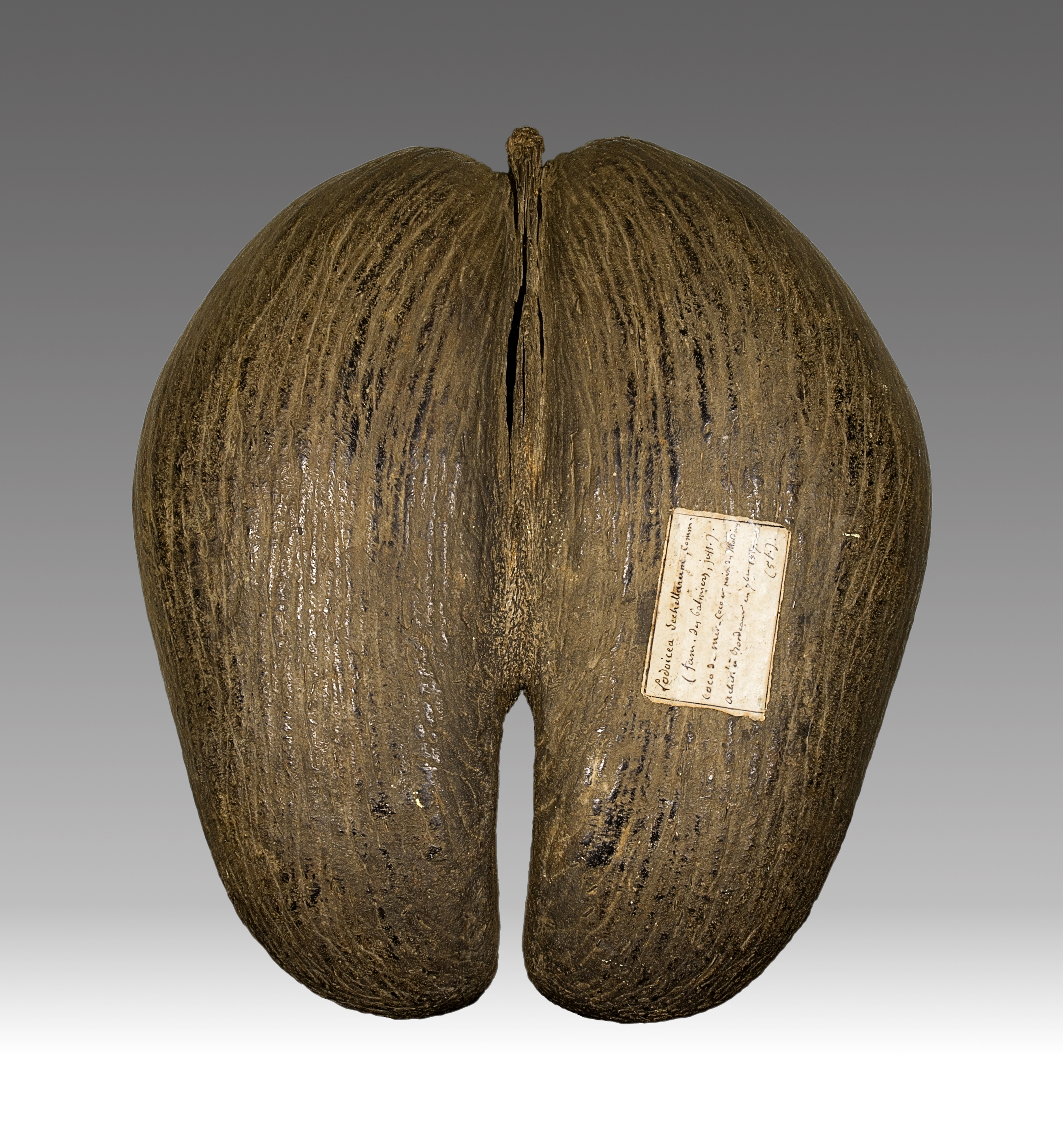
Плод сейшельской пальмы

В природе существует чрезвычайно огромное разнообразие семян, которое представлено разнообразием строения семенной кожуры и прилегающей к ней запасающей ткани, степенью развития, формой и положением в семени зародыша, а также внешним видом — формой, размерами, окраской, типом их поверхности, наличием разного рода выростов (волосков, летучек и т. п.). Минимальные размеры имеют семена орхидных и заразиховых; их масса составляет 0,001—0,003 мг. Максимального размера достигают семена сейшельской пальмы Lodoicea maldivica — нескольких десятков сантиметров в диаметре и масса около 20 кг.
Разнообразие форм семян необычайно. Преобладающее большинство семян имеют шаровидную или эллипсоидальную форму, часто встречаются семена бочковидные, веретеновидные, кеглевидные, ладьевидные и т. д. В зависимости от типа поверхности семена могут быть голыми, опушенными, волосатыми, а также гладкими или морщинистыми, складчатыми и т. д. Цвет семян также весьма различен.

## Строение семян

### Строение семян голосеменных
Семя развивается на поверхности семенной чешуи. Оно представляет собой многоклеточную структуру, объединяющую запасающую ткань — эндосперм, зародыш и специальный защитный покров (семенную кожуру). До оплодотворения в центральной части семязачатка имеется нуцеллус, который постепенно вытесняется эндоспермом. Эндосперм гаплоидный и образуется из тканей женского гаметофита.
У саговников и гинкго наружный слой семенной кожуры (саркотеста) мягкий и мясистый, средний слой (склеротеста) твёрдый, а внутренний слой (эндотеста) к моменту созревания семени плёнчатый. Семена распространяются различными животными, которые поедают саркотесту, не повреждая склеротесты.
У тиса и подокарпуса семена окружены мясистым ариллусом — сильно видоизменённой чешуёй женской шишки. Сочный и ярко окрашенный ариллус привлекает птиц и некоторых насекомых, которые распространяют семена этих хвойных. Ариллусы многих видов подокарпуса съедобны и для человека.

### Строение семян покрытосеменных

Строение семени авокадо.

### Семенная кожура
Снаружи семя покрыто семенной кожурой, которая защищает внутренние части семени от высыхания и механических повреждений. Семенная кожура развивается из покровов (интегумента) семяпочки. Структура кожуры зрелых семян, её толщина, прочность и твердость в значительной мере связаны с типом околоплодника. Фаза созревания является завершающим преобразованием, главным образом, покровных тканей и окончательным обезвоживанием плодов.

### Эндосперм
Эндосперм — ткань, содержащаяся внутри семени, обычно окружающая зародыш и снабжающая его питательными веществами в ходе развития.
У голосеменных эндосперм представляет собой ткань женского гаметофита. Часто на ранних стадиях развития он имеет синцитиальное строение, позднее в нём формируются клеточные стенки. Клетки эндосперма исходно гаплоидные, но могут становиться полиплоидными.
У цветковых эндосперм обычно образуется в ходе двойного оплодотворения в результате слияния центральной клетки (центрального ядра) зародышевого мешка с одним из спермиев. У многих цветковых клетки эндосперма триплоидны. У кувшинки эндосперм образуется при слиянии спермия с гаплоидной клеткой зародышевого мешка, так что его ядра диплоидны. У многих цветковых ядра эндосперма имеют набор хромосом более чем 3n (до 15 n).

### Перисперм
Перисперм схож по функциям с эндоспермом, но имеет диплоидный набор хромосом, содержит малое количество белковых веществ, в основном крахмал, а иногда и жиры. Может выполнять роль основной запасающей ткани как самостоятельно, так и наряду с эндоспермом.

### Зародыш
Под кожурой находится зародыш — маленькое будущее растение. Зародыш у многих цветковых состоит из зародышевого корешка, зародышевого стебелька, зародышевой почечки и семядолей. У других групп (например, у подавляющего большинства орхидных) зародыш до прорастания семени не имеет дифференцированных органов.

### Особенности строения семян
У однодольных растений в семени одна семядоля, у двудольных — обычно две, у голосеменных — от 2 до 24 (при этом у голосеменных число семядолей в семени может варьировать даже в пределах одного вида).

## Химический состав семян
Основная особенность химического состава зрелых семян — очень низкое содержание воды, обычно всего 10—15 % (по разным источникам, от 5 до 20 %).
Химический состав семян сильно зависит от условий созревания и от сорта растения. Семена одних растений содержат больше белков (фасоль, соя), других — больше углеводов (пшеница, рожь), третьих — больше жиров (подсолнечник, орех). Ферменты (мальтаза, липаза, фосфатаза, протеолитические) необходимы для преобразования запасных питательных веществ в усвояемую для зародыша форму.

## Состояние покоя
После созревания семена находятся в состоянии покоя (семя перестает расти и развиваться на определённый период времени). Из состояния покоя семена выводятся воздействием тепла и воды или требуется стратификация.
Науке известны случаи прорастания семян, находившихся в покое на протяжении сотен и даже тысяч лет. Так в Израиле была выращена финиковая пальма из семени, найденного на развалинах крепости Масада, разрушенной в I веке н. э.

## Всхожесть семян
Всхожесть семян — это их способность давать за определённый срок нормальные проростки (в лаборатории) или всходы (в полевых условиях). Всхожесть сильно зависит от условий проращивания и от условий хранения семян. Обычно всхожесть выражают в процентах (это процент семян, которые дали всходы, от общего числа семян).
При длительном хранении семян со временем их всхожесть падает. Семена некоторых растений теряют всхожесть уже через 2—3 недели (например, семена большинства видов ив полностью теряют всхожесть при температуре 18—20 °C в течение месяца). Всхожесть семян большинства культурных растений заметно снижается через 2—3 года. Семена лотоса в торфе сохраняют всхожесть не менее 250 лет (по некоторым данным, более тысячи лет). Сохранившиеся в вечной мерзлоте семена люпина арктического удалось прорастить через 10—12 тыс. лет.

## Условия прорастания семян
Семенам для прорастания требуется кислород, влага, температура выше 0 С, а также некоторые другие факторы, в зависимости от вида растения. Некоторые семена при набухании поглощают значительные объёмы воды.

### Температура
Семена растений прорастают при положительной температуре. Температура начала прорастания широко варьирует у растений разных таксономических групп и географических регионов. В среднем семена растений полярных и умеренных широт прорастают при более низкой температуре, чем семена субтропических и тропических видов. Различаются также оптимальная температура прорастания, при которой наблюдается наибольшая всхожесть и максимальная.
Семена некоторых растений выдерживают периоды кратковременного воздействия высокой температуры во время лесных пожаров, после которых создаются благоприятные условия для прорастания выживших семян. Кроме того, огонь способствует вскрыванию плодов некоторых видов растений, обладающих устойчивостью к воздействию огня. Так, только после пожаров вскрываются «поздние» шишки сосны скрученной, шишки секвойядендрона и др., плоды некоторых видов рода банксия.

### Стратификация
Стратификация — выдерживание семян при низких положительных температурах.

### Скарификация
Скарификация — повреждение механическим или химическим воздействием оболочки семян, необходимое для их прорастания. Она обычно требуется семенам с толстой и прочной семенной кожурой (многие бобовые) или эндокарпом (например, малина, черёмуха).
В природе скарифицирующим агентом может служить воздействие бактерий и гуминовых кислот почвы, а также прохождение через желудочно-кишечный тракт различных животных.
Предполагается, что семена некоторых растений (например, кальварии Sideroxylon grandiflorum) не могут прорасти в природе без прохождения через кишечник птиц. Так, семена кальварии удавалось проращивать только после их прохождения через кишечник домашних индеек или обработки полировочной пастой.
Некоторым семенам требуются одновременно и скарификация, и стратификация. А иногда (боярышник) большинство семян прорастают после скарификации и двойной стратификации, то есть после двух зимних периодов покоя.

## Распространение семян
Разнообразие форм и особенностей строения семян и плодов является важным фактором распространения семян (диссеминации). Распространение семян является основным средством расширения ареалов видов, обогащает наследственную основу вида, часто позволяет избегать неблагоприятных условий существования.

### Саморазбрасывание семян (автохория)
Семена многих растений падают на землю рядом с материнским растением после вскрытия плодов. Крупные семена обычно осыпаются под действием силы тяжести вблизи материнского растения. У многих осыпание семян происходит под воздействием любого раскачивания растения или плодоножки. Иногда при вскрытии плодов семена с силой выбрасываются, разлетаясь на некоторое расстояние. Саморазбрасывание семян характерно для таких растений, как бешеный огурец, недотрога мелкоцветковая, кислица обыкновенная.

### Распространение ветром (анемохория)
Семена многих растений распространяются ветром. Обычно это мелкие семена и семена с волосками или различными крыловидными образованиями, благодаря чему они могут разноситься ветром на большие расстояния. Это, например, семена сосны обыкновенной, снабжённые крылышком, семена растений родов Тополь и Ива, покрытые волосками («тополиный пух»), мелкие пылевидные семена орхидных.

### Распространение водой (гидрохория)
Водой распространяются плоды и семена не только водных, но и некоторых наземных растений. Ольха часто растет по берегам рек; её плоды, попадая в воду, не тонут. Течение уносит их далеко от материнских растений. Плоды кокосовой пальмы с одного острова на другой переносятся морским течением.

### Распространение с помощью животных (зоохория)
Семена растений могут распространяться животными на теле (обычно вместе с плодами), при прохождении через кишечный тракт и при растаскивании с потерей семян. Пассивно разносятся животными семена благодаря различным образованиям на их поверхности — шероховатости, шипы, слизь и др. На теле разносят семена и односемянные плоды обычно птицы и млекопитающие. Так, млекопитающие могут разносить на шерсти плоды гравилата, череды, репешка, репейника и многих других растений, обладающих крючками, волосками и прицепками. Также на теле птиц и млекопитающих могут распространяться клейкие семена омелы, кувшинки и др. Через кишечники птиц и млекопитающих после поедания ими плодов проходят, не теряя всхожести, семена таких растений, как бересклет бородавчатый, боярышник, малина и многих других. Пройдя через кишечный тракт, часть семян сохраняет всхожесть. Делая запасы в кладовых, белки, бурундуки, сойки и кедровки теряют часть семян или не находят часть кладовых, способствуя распространению семян сосны сибирской и дуба.
Особый способ распространения семян животными — мирмекохория. Мирмекохория — распространение семян муравьями. Семена некоторых растений обладают привлекательными для муравьёв питательными придатками — элайосомами. Мирмекохорные растения средней полосы России — фиалка душистая, копытень европейский, ожика волосистая и многие другие; некоторые из них распространяются исключительно муравьями.

## Роль семян в природе и жизни человека
Многие организмы (от грибов и бактерий до птиц и млекопитающих) питаются в значительной степени, а иногда и исключительно семенами. Семена составляют основу пищи таких животных, как некоторые насекомые и их личинки (например, муравьи-жнецы), зерноядные птицы, грызуны (бурундуки, белки, хомяки и др.).
Основу рациона человека со времён возникновения земледелия в большинстве регионов мира также составляют семена, в первую очередь, культурных злаков (пшеницы, риса, кукурузы и др.). Главное питательное вещество, с которым человечество получает наибольшее число калорий, — крахмал, содержащийся в семенах злаков. Важным источником белков для человечества служат также семена бобовых растений — сои, фасоли и др. Семена являются основным источником растительных масел, которые добывают из семян подсолнечника, рапса, кукурузы, льна, хлопка и многих других масличных культур.